# كايل بوتر
كايل بوتر (19 يناير 1990 تورونتو كندا - ) هو لاعب كرة قدم كندي يلعب كمهاجم.

## وصلات خارجية
كايل بوتر على موقع الدوري الأمريكي (الإنجليزية)
- كايل بوتر على موقع قاعدة بيانات كرة القدم.إي يو (الإنجليزية)
- كايل بوتر على موقع ناشيونال فوتبول تيمز (الإنجليزية)
- كايل بوتر على موقع Soccerway.com (الإنجليزية)
- كايل بوتر على موقع عالم كرة القدم.نت (الإنجليزية)